# Citerárium
Het Citerárium is een muziekinstrumentenmuseum in de Tsjechische stad Ostrava dat gewijd is aan citers.
Het museum werd geopend in september 2002 en is gewijd aan Boheemse, Moravische en Silezische citers uit de tweede helft van de 19e eeuw. Deze instrumenten worden bespeeld in Tsjechische volksmuziek en waren in het verleden even gangbaar als gitaren in de 21e eeuw.
Naast de tentoonstelling van citers wordt ingegaan op de geschiedenis en de verschillende eigenschappen van het instrument.

## Galerij
| Boheemse citer uit Luby |  | Boheemse citer uit Mariënbad |
| Boheemse citer uit Luby |  | Boheemse citer uit Mariënbad |